# Impatiens jiulongshanica
Impatiens jiulongshanica är en balsaminväxtart som beskrevs av Y.L. Xu och Y.L. Chen. Impatiens jiulongshanica ingår i släktet balsaminer, och familjen balsaminväxter. Inga underarter finns listade i Catalogue of Life.